# 갈맷길

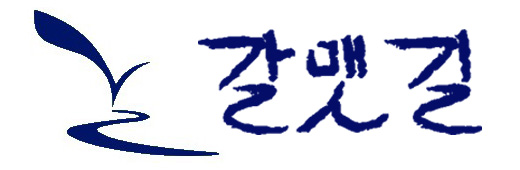
갈맷길 로고 이미지

갈맷길은 부산광역시에 위치한 트레킹 코스로 부산의 해안, 강변, 숲, 도심 전지역에 걸쳐 조성되어 있어 사포지향(산, 바다, 강, 온천)인 부산의 매력을 만끽할 수 있는 탐방로의 명칭이다.
부산광역시에서 2009년 정부 예산을 지원받아 그린웨이 의미를 도입한 부산의 탐방로 조성 계획에 의해 2009년부터 조성되었으며, 명칭은 부산의 상징인 "갈매기"와 "길"의 합성어로서, 부산의 바다, 강, 산, 온천의 지역적 특성을 담고 있다. 2009년에서 2012년까지 갈맷길 20개 노선 263.8km가 정해졌고, 2017년 노선과 구간을 재정비하여 21개 구간 278.8km로 확대하여 운영하였고, 2023년 1월부터는 기존 장거리 구간을 분할하는 등 이용객들이 더욱 쉽게 걸을 수 있도록 노선을 일부 개선하여 9코스 23개 노선으로 운영하고 있다. 2024년 현재 총연장 700리(278.8km)에 이르는 갈맷길은 매년 부산 시민을 비롯한 많은 수의 관광객이 찾고 있으며, 대도시의 화려함과 아름다운 경관, 역사와 정취가 묻어나는 부산의 아름다운 걷기여행길이다.
갈맷길은 2021년 한국관광공사가 실시한 실태조사에서 제주 올레길과  함께 가장 인지도 높은 도보여행길로 평가(2위) 받는 등 인지도와 인기가 지속적으로 높아지고 있으며, 2022년 시민만족도 설문결과 시민의 92.7%가 갈맷길을 알고 있고, 대부분 만족하고 있는 것으로 조사되었다.
- 홈페이지 http://galmaetgil.busan.go.kr

- 인스타그램 https://www.instagram.com/walkablebusan/
- 유튜브

## 구성
부산의 지형에 맞게 해안길, 숲길, 강변길, 도심길로 구분하여 총 9개 코스 23개 구간으로 구성되었다. 부산시 전역에 걸쳐 조성된 갈맷길은 해안길 7곳, 강변길 3곳, 숲길 9곳, 도심길 4곳으로 구분하여 총 23개 구간, 278.8km에 이르며, 각 코스별로 안내판과 이정표를 세웠다.

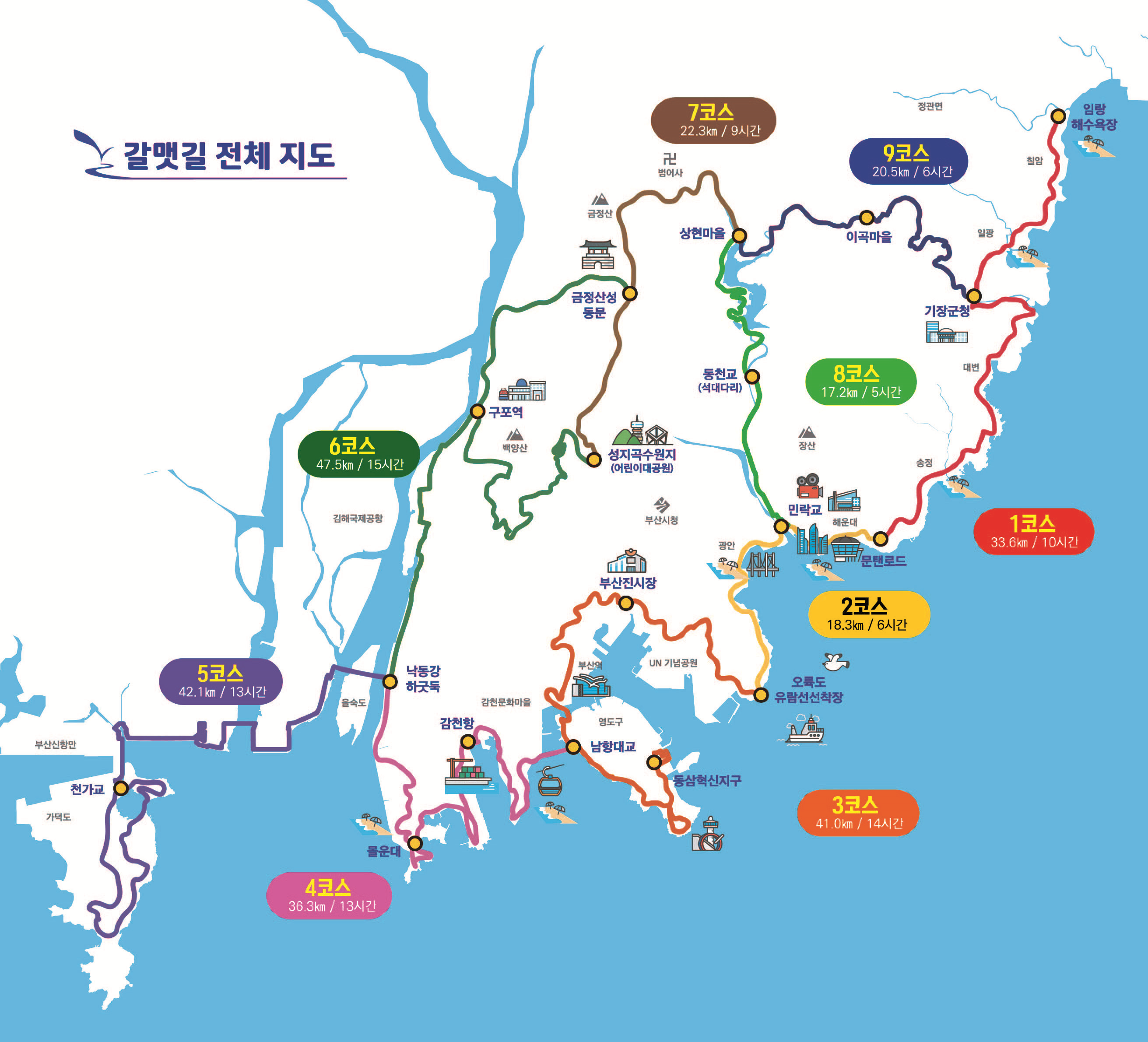
갈맷길 전체 지도

| 코스명   | 경로지 | 거리   | 소요시간 |
| -------- | --- | ------ | -------- |
| 제 1코스 | 임랑해수욕장 - 칠암항 - 수산과학연구소 - 일광해수욕장 - 기장군청 - 월전마을 - 대변항 - 오랑대 - 동암항 - 송정해수욕장                                                         | 27.5km | 9시간    |
| 제 2코스 | 송정해수욕장 - 청사포 - 해운대해수욕장 - 누리마루(동백섬) - 민락교(수영구 방면) - 광안리해수욕장 - 동생말 - 이기대 어울마당 - 오륙도 진입데크                                 | 23.4km | 8시간    |
| 제 3코스 | 오륙도 진입데크 - 신선대 - UN기념공원 - 우막소막마을 - 부산진시장 - 증산공원 - 초량성당 - 용두산공원 - 절영해안산책로관리센터 - 75광장 - 감지해변 - 태종대전망대 - 아미르공원 | 42.0km | 14시간   |
| 제 4코스 | 절영해안산책로관리센터 - 송도해수욕장 - 암남공원 - 감천항 - 두송반도전망대 - 몰운대 - 다대포해수욕장 - 응봉봉수대 입구 - 낙동강하굿둑                                         | 36.7km | 12시간   |
| 제 5코스 | 낙동강하굿둑 - 명지오션시티 - 신호대교 - 신호항 - 부산신항 - 천가교 - 연대봉 - 지양곡 - 대항어촌체험마을 - 어음포 - 동선방조제 - 정거생태마을 - 천가교                        | 44.2km | 15시간   |
| 제 6코스 | 낙동강하굿둑 - 삼락생태공원 - 삼락IC - 도시철도 구포역 - 구포무장애숲길 - 운수사 - 주례정 - 선암사 - 어린이대공원                                                             | 44.9km | 13시간   |
| 제 7코스 | 어린이대공원 - 만덕고개 - 금정산성 남문 - 동문 - 북문 - 범어사 - 노포동 고속버스터미널 - 스포원 - 상현마을                                                                    | 22.0km | 7시간    |
| 제 8코스 | 상현마을 - 땅뫼산 - 명장정수사업소(회동지소) - 동대교 - 동천교(석대다리) - 원동교 - 수영4호교 - 좌수영교 - APEC 나루공원 - 민락교(수영구 방면)                                | 18.3km | 6시간    |
| 제 9코스 | 상현마을 - 장전2교 - 장전마을(철마교) - 보림교 - 이곡마을 - 모연정 - 기장군청                                                                                                 | 19.8km | 7시간    |

## 완보 인증
9코스 23구간을 모두 1회이상 걷는 것을 전 구간 완보라 하고, 이를 인증하기 위해 도보인증제를 실시하고 있다. 
도보인증을 위해서는 갈맷길여행자수첩을 가지고 갈맷길 구간별 시작점, 중간점, 종점에 설치된 43개 인증대의 스탬프 날인을 찍고 완보인증센터((사)걷고싶은부산)에서 완보인증을 받으면 갈맷길 완보인증서, 메달, 기념품을 수령할 수 있다. 
- 갈맷길 완보인증센터 : (사)걷고싶은부산 ☎ 051)505-2224, 부산광역시 연제구 중앙대로 1217 국제신문빌딩 7층 (교대역 3번, 5번 출구)

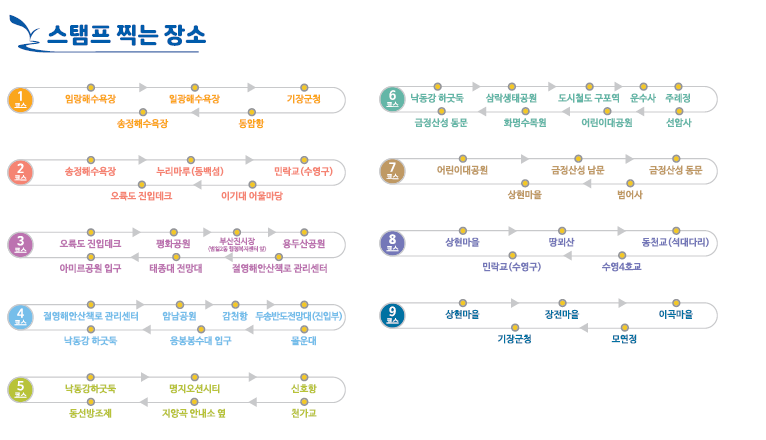
갈맷길 인증대 위치

| 명칭               | 위치                         | 주소                                    | 카카오맵 포인트     |
| 갈맷길1-1구간 시작 | 임랑해수욕장                 | 부산광역시 기장군 장안읍 임랑리 145-5   | 1-1구간 시작인증대  |
| 갈맷길1-1구간 중간 | 일광해수욕장                 | 부산광역시 기장군 일광면 삼성리 115-28  | 1-1구간 중간인증대  |
| 갈맷길1-1구간 종점 | 기장군청                     | 부산광역시 기장군 기장읍 청강리 3-3     | 1-1구간 종점인증대  |
| 갈맷길1-2구간 시작 | 기장군청                     | 부산광역시 기장군 기장읍 기장대로 560   | 1-2구간 시작인증대  |
| 갈맷길1-2구간 중간 | 동암항                       | 부산광역시 기장읍 시랑리 664-6          | 1-2구간 중간인증대* |
| 갈맷길1-2구간 종점 | 송정해수욕장                 | 부산 해운대구 송정해변로 20             | 1-2구간 종점인증대  |
| 갈맷길2-1구간 시작 | 송정해수욕장                 | 부산 해운대구 송정해변로 20             | 2-1구간 시작인증대* |
| 갈맷길2-1구간 중간 | 누리마루전망데크(동백섬)     | 부산광역시 해운대구 우동 710-1          | 2-1구간 중간인증대  |
| 갈맷길2-1구간 종점 | 민락교(수영)                 | 부산광역시 수영구 민락동 1-24           | 2-1구간 종점인증대  |
| 갈맷길2-2구간 시작 | 민락교(수영)                 | 부산광역시 수영구 민락동 광안해변로 446 | 2-2구간 시작인증대  |
| 갈맷길2-2구간 중간 | 이기대 어울마당              | 부산광역시 남구 용호동 산 28-1          | 2-2구간 중간인증대  |
| 갈맷길2-2구간 종점 | 오륙도 진입데크              | 부산광역시 남구 용호동 산 196-10        | 2-2구간 종점인증대  |
| 갈맷길3-1구간 시작 | 오륙도 진입데크              | 부산광역시 남구 용호동 산 196-10        | 3-1구간 시작인증대  |
| 갈맷길3-1구간 중간 | 평화공원                     | 부산광역시 남구 대연동 710              | 3-1구간 중간인증대  |
| 갈맷길3-1구간 종점 | 진시장(범일2동 주민센터)     | 부산광역시 동구 범일로 60-5             | 3-1구간 종점인증대  |
| 갈맷길3-2구간 시작 | 진시장(범일2동 주민센터)     | 부산광역시 동구 범일2동 330-141         | 3-2구간 시작인증대  |
| 갈맷길3-2구간 중간 | 용두산공원                   | 부산광역시 중구 동광동2가 17-6          | 3-2구간 중간인증대6 |
| 갈맷길3-2구간 종점 | 영도절영산책로입구(관리센터) | 부산광역시 영도구 영선동4가 186-47      | 3-2구간 종점인증대  |
| 갈맷길3-3구간 시작 | 영도절영산책로입구(관리센터) | 부산광역시 영도구 영선동4가 186-47      | 3-3구간 시작인증대  |
| 갈맷길3-3구간 중간 | 태종대 전망대                | 부산광역시 영도구 전망로209             | 3-3구간 중간인증대* |
| 갈맷길3-3구간 종점 | 아미르공원                   | 부산광역시 영도구 동삼동 1165           | 3-3구간 종점인증대  |
| 갈맷길4-1구간 시작 | 영도절영산책로입구(관리센터) | 부산광역시 영도구 영선동4가 186-47      | 4-1구간 시작인증대  |
| 갈맷길4-1구간 중간 | 암남공원                     | 부산광역시 서구 암남동 산 193-4         | 4-1구간 중간인증대  |
| 갈맷길4-1구간 종점 | 감천항                       | 부산광역시 사하구 감천동 763-33         | 4-1구간 종점인증대  |
| 갈맷길4-2구간 시작 | 감천항                       | 부산광역시 사하구 감천동 763-33         | 4-2구간 시작인증대  |
| 갈맷길4-2구간 중간 | 산불초소 앞                  | -                                       | -                   |
| 갈맷길4-2구간 종점 | 몰운대                       | 부산광역시 사하구 다대동 469-8          | 4-2구간 종점인증대  |
| 갈맷길4-3구간 시작 | 몰운대                       | 부산광역시 사하구 다대동 469-8          | 4-3구간 시작인증대  |
| 갈맷길4-3구간 중간 | 응봉봉수대(입구)             | 부산광역시 사하구 다대동 산 31-5        | 4-3구간 중간인증대  |
| 갈맷길4-3구간 종점 | 낙동강하구둑(하단)           | 부산광역시 사하구 하단동 1163           | 4-3구간 종점인증대  |
| 갈맷길5-1구간 시작 | 낙동강하구둑(하단)           | 부산광역시 사하구 하단동 1163           | 5-1구간 시작인증대  |
| 갈맷길5-1구간 중간 | 명지오션시티                 | 부산광역시 강서구 명지동 3308-3         | 5-1구간 중간인증대  |
| 갈맷길5-1구간 종점 | 신호항                       | 부산광역시 강서구 르노삼성대로 14       | 5-1구간 종점인증대  |
| 갈맷길5-2구간 시작 | 신호항                       | 부산광역시 강서구 르노삼성대로 14       | 5-2구간 시작인증대* |
| 갈맷길5-2구간 중간 | 천가교                       | 부산광역시 강서구 성북동 5-11           | 5-2구간 중간인증대* |
| 갈맷길5-2구간 종점 | 지양곡안내소                 | 부산광역시 강서구 천성동 산 6-62        | 5-2구간 종점인증대* |
| 갈맷길5-3구간 시작 | 지양곡안내소                 | 부산광역시 강서구 천성동 산 6-62        | 5-3구간 시작인증대* |
| 갈맷길5-3구간 중간 | 동선방조제                   | 부산광역시 강서구 눌차동 141-20         | 5-3구간 중간인증대* |
| 갈맷길5-3구간 종점 | 천가교                       | 부산광역시 강서구 성북동 5-11           | 5-3구간 종점인증대* |
| 갈맷길6-1구간 시작 | 낙동강하구둑(하단)           | 부산광역시 사하구 하단동 1163           | 6-1구간 시작인증대  |
| 갈맷길6-1구간 중간 | 삼락생태공원                 | 부산광역시 사상구 삼락동 29-72          | 6-1구간 중간인증대  |
| 갈맷길6-1구간 종점 | 도시철도 구포역              | 부산광역시 북구 낙동대로 1697           | 6-1구간 종정인증대  |
| 갈맷길6-2구간 시작 | 도시철도 구포역              | 부산광역시 북구 낙동대로 1697           | 6-2구간 시작인증대  |
| 갈맷길6-2구간 중간 | 운수사                       | 부산광역시 북구 모라동 산 110-1         | 6-2구간 중간인증대* |
| 갈맷길6-2구간 종점 | 주례정                       | 부산광역시 부산진구 개금동 산 21-1      | -                   |
| 갈맷길6-3구간 시작 | 주례정                       | 부산광역시 부산진구 개금동 산 21-1      | -                   |
| 갈맷길6-3구간 중간 | 선암사                       | 부산광역시 부산진구 당감동 산 22        | 6-3구간 중간인증대* |
| 갈맷길6-3구간 종점 | 어린이대공원 입구            | 부산광역시 부산진구 새싹로 295          | 6-3구간 종점인증대* |
| 갈맷길6-4구간 시작 | 도시철도 구포역              | 부산광역시 북구 구포동 247-5            | 6-4구간 시작인증대* |
| 갈맷길6-4구간 중간 | 화명수목원                   | 부산광역시 북구 화명동 68-1             | 6-4구간 중간인증대* |
| 갈맷길6-4구간 종점 | 금정산성 동문                | 부산광역시 금정구 금성동 산 41-4        | 6-4구간 종점인증대* |
| 갈맷길7-1구간 시작 | 어린이대공원                 | 부산광역시 부산진구 새싹로 295          | 7-1구간 시작인증대  |
| 갈맷길7-1구간 중간 | 금정산성 남문                | 부산광역시 금정구 금성동 산 69-8        | 7-1구간 중간인증대  |
| 갈맷길7-1구간 종점 | 금정산성 동문                | 부산광역시 금정구 금성동 산 41-13       | 7-1구간 종점인증대  |
| 갈맷길7-2구간 시작 | 금정산성 동문                | 부산광역시 금정구 동문로 38             | 7-2구간 시작인증대  |
| 갈맷길7-2구간 중간 | 범어사                       | 부산광역시 금정구 청룡동 산 1-4         | 7-2구간 중간인증대  |
| 갈맷길7-2구간 종점 | 회동수원지 상현마을          | 부산광역시 금정구 선동 308              | 7-2구간 종점인증대  |
| 갈맷길8-1구간 시작 | 회동수원지 상현마을          | 부산광역시 금정구 선동 308              | 8-1구간 시작인증대  |
| 갈맷길8-1구간 중간 | 땅뫼산                       | 부산광역시 금정구 오륜동 347            | 8-1구간 중간인증대  |
| 갈맷길8-1구간 종점 | 동천교                       | 부산광역시 해운대구 석대동 591-6        | 8-1구간 종점인증대  |
| 갈맷길8-2구간 시작 | 동천교                       | 부산광역시 해운대구 석대동 591-6        | 8-2구간 시작인증대  |
| 갈맷길8-2구간 중간 | 과정교                       | 부산광역시 해운대구 재송동 821-2        | 8-2구간 중간인증대  |
| 갈맷길8-2구간 종점 | 민락교(수영)                 | 부산광역시 수영구 민락동 1-24           | 8-2구간 종점인증대  |
| 갈맷길9-1구간 시작 | 회동수원지 상현마을          | 부산광역시 금정구 선동 308              | 9-1구간 시작인증대  |
| 갈맷길9-1구간 중간 | 철마교                       | 부산광역시 기장군 철마면 장전리 583-1   | 9-1구간 중간인증대  |
| 갈맷길9-1구간 종점 | 이곡마을                     | 부산광역시 기장군 철마면 이곡리 526     | 9-1구간 종점인증대  |
| 갈맷길9-2구간 시작 | 이곡마을                     | 부산광역시 기장군 철마면 이곡리 526     | 9-2구간 시작인증대  |
| 갈맷길9-2구간 중간 | 모연정                       | 부산광역시 기장군 기장읍 만화리 산 43   | 9-2구간 중간인증대  |
| 갈맷길9-2구간 종점 | 기장군청                     | 부산광역시 기장군 기장읍 청강리 3-3     | 9-2구간 종점인증대  |

## 안내 및 유도표지
갈맷길 이용안내를 위해 종합안내판, 이정표, 안내리본 , 안내화살표, 방향유도사인 등의 이정표가 설치되어 있다.                        

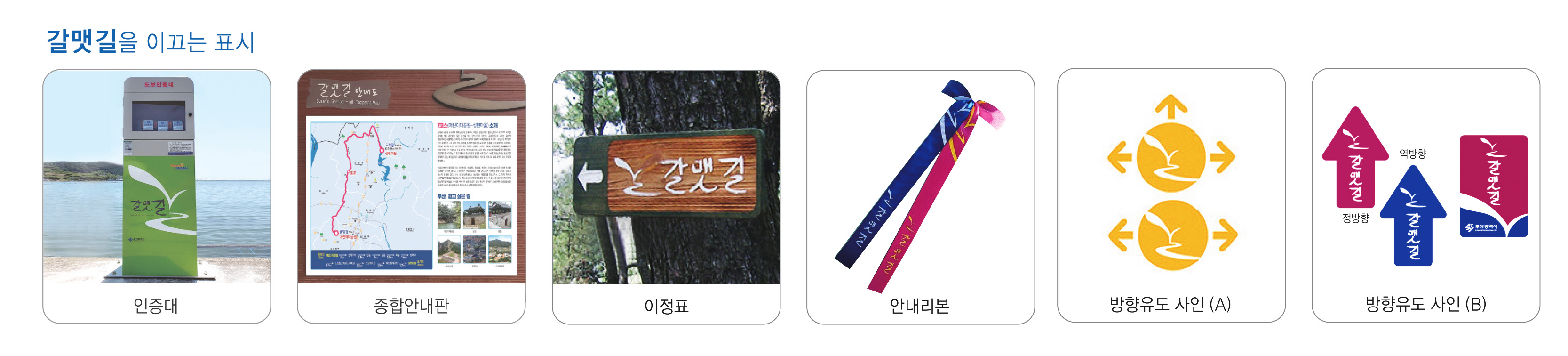

- 인증대: 갈맷길 완보를 위한 인증스탬프가 구비되어있는 곳으로 보통 한 인증대에 1개의 스탬프가 비치되어 있으나 다른 구간과의 시작점                            과 종점이 같은 구간 등 겹치는 곳에는 한 인증대에 2~3개 스탬프가 함께 있는 경우도 있음

- 종합안내판: 갈맷길 코스별 현 위치, 주요 관광지에 대한 소개 글과 사진 지도 등이 표시됨

- 이정표: 주요 지점까지의 거리를 km단위로 표기하거나 코스의 방향을 안내하는 표식

- 안내리본: 갈맷길을 표시하는 리본으로 주로 숲길의 나뭇가지나 전봇대 등에 있음

- 방향유도사인: 바닥에 도색되어 갈맷길의 방향을 안내함

## 같이 보기
- 올레길 - 제주특별자치도
- 솔마루길 - 울산광역시
- 주상절리길 - 경주시
- 감사나눔길 - 포항시
- 블루로드 - 영덕군
- 관동팔경길 - 울진군
- 수로부인길 - 삼척시
- 바우길 - 강릉시
- 갈래길 - 고성군
- 아라메길 - 서산시
- 해파랑길
- 둘레길

- 동해
- 7번 국도